# Strebla altmani
Strebla altmani är en tvåvingeart som beskrevs av Wenzel 1966. Strebla altmani ingår i släktet Strebla och familjen lusflugor. Inga underarter finns listade i Catalogue of Life.